# 尾

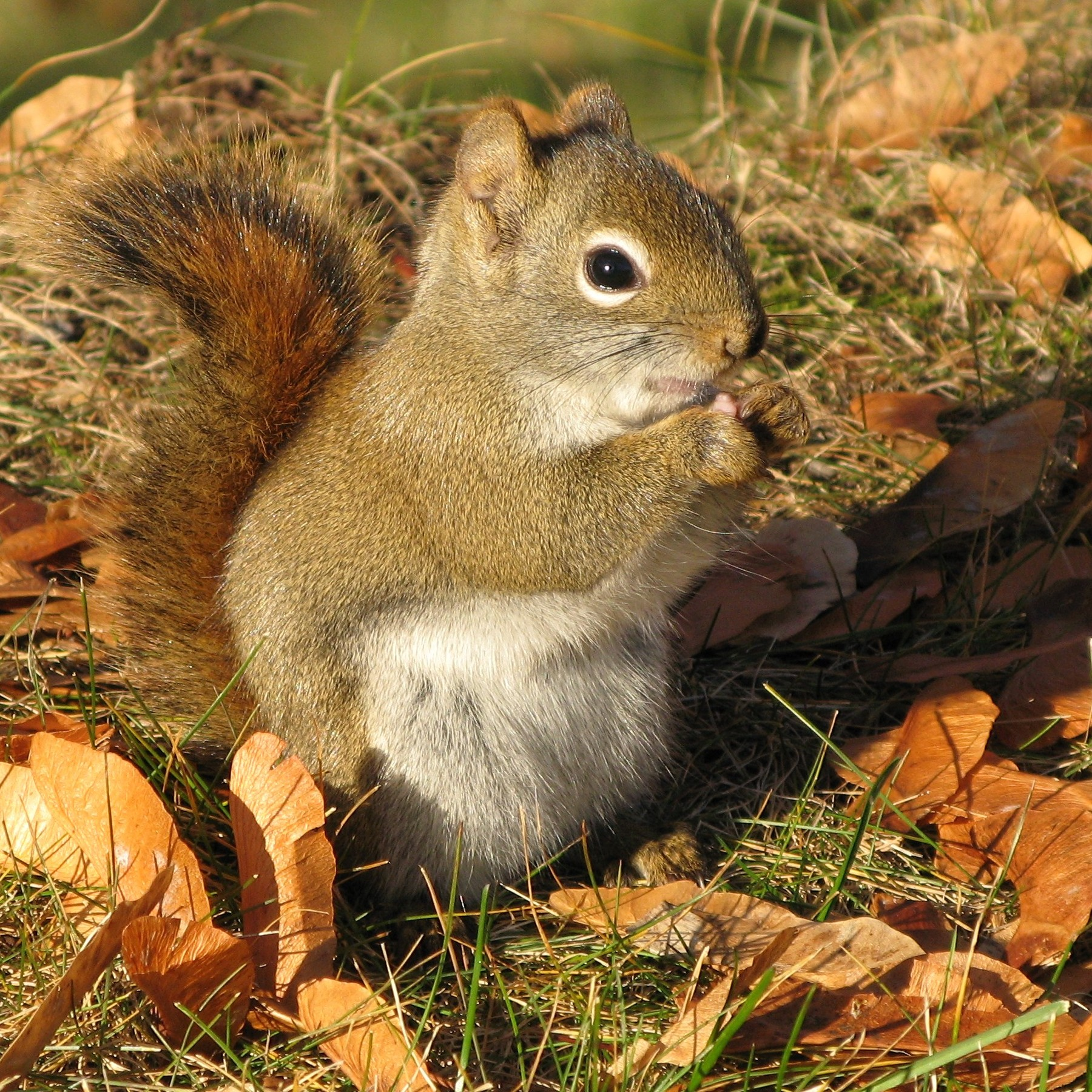
キタリス。頭の反対側から伸びているのが尾（尻尾）

尾（お）、別名尻尾（しっぽ）、尾っぽ（おっぽ）は、動物の後部（頭の反対側）である。英語ではtail。特にはっきりとしたしなやかな、体幹の後方部分のことをいう。生物学的なものと、一般的なものでは異なる場合が多々ある。

## 概説
尾とは、動物一般において、体の後端付近が細長くなっているものを指す。基本的には脊椎動物のものをこう呼び、それ以外の動物ではそれに似て見えるものを類推的にこう呼ぶ。
脊椎動物のうち、四肢動物においては後肢の付け根に肛門が開き、いわゆる内臓はそれより前に収まる。従ってそれより後方は脊椎骨とそれを取り巻く筋肉からなり、それ以前の部分より遙かに単純である。形態的にもそれ以前の部分より細くなって区別できることが多いため、これを区別したものが尾部である。哺乳類と鳥類では仙骨及び尾骨及び周囲の筋肉と皮膚、場合により毛、羽毛または鱗に覆われている。尾は移動（魚類など）、バランス（ネコなど）、把握（サルなど）、社会的シグナル（イヌなど）に使われる。（ヒトやカエルなど）いくつかの動物は尾を完全に失っている。同種の他個体へ信号を送る際に尾は特に便利で、鹿は音に警戒すると他へそれを伝えるために尾を立てる。
この区分を魚類に当てはめると、魚類の肛門は尻びれの前にあるため、それより後ろの部分が尾部である。これは体全体に比べてかなり大きな部分を占め、一般の魚類でも体長の半分近く、ウナギなどでは7割ほどにもなる。しかし魚類ではこの部分は前の部分に比べてぐっと幅が狭くはなっておらず、連続した形を取るため、一般的にはこれを尾とは思われていない。世間一般では尾ひれをさして魚の尾と言うこともよくある。
それ以外の動物では、明確な尾がある例は多くない。節足動物は尾節という尾に該当する部位を持ち、特に鋏角類と甲殻類では顕著である。他にも尾と呼ばれる部位があり、昆虫類では腹部末端に突起物が出る例があり、それは産卵管や尾肢に由来するものなどであるが、これが往々にして尾と呼ばれる。

## 脊椎動物の尾
この尾の有無は、動物界における前口動物と後口動物の二大グループを区分する特徴である。前口動物は身体の後端に肛門が存在するが、後口動物の大半は肛門より後ろに身体の一部が突出する。これが脊椎動物における尾である。後口動物のうち最初期に分化したウニなどは尾を持たないが、ナメクジウオなど頭索動物では背側の体節として脊索が形成され、その延長線上に遊泳器官として尾が発達している。脊椎動物では、魚類にとっての尾は多量の筋肉を支持する部分であり、抵抗の多い水中における推進力の獲得に大きく役立った。
しかし、陸上生活を行う四肢動物ではこのことはあまり意味がない。運動は四肢の働きに大きく依存するようになったことから、前後肢の間は、そこに主要な内臓を囲い、肋骨、骨盤などの発達によってひとかたまりのしっかりした構造を発達させる。これは運動の重心ともなる。それより前の部分は口・感覚器・脳の集まった頭部を支え、それと胴部をつなぐ首として生命の維持に重要な部分となる。
それに対して、胴部より後ろの脊椎を抱える尾部は少なくとも生命に関わるような重要性を失った。むしろ長く重い尾は全身の運動性に対する負担となる。一部の動物では尾の退化が見られる（カエル・カメ・ヒトなど）。鳥類においては尾そのものはその進化のごく初期にごく短く退化し、そこに生える羽毛を尾の代わりに発達させた。また、ドーベルマンなどの犬種では幼い頃に尾を切り落としてしまうが、これもそのような尾の意味合いを示している。さらに、動物本体が自ら切り離す、いわゆる自切もトカゲなどで知られる。なお、昆虫の尾角や尾糸（下記参照）も刺激を受けると切れることがよくある。
従って、尾はそれ以外の役割を担うようになった。例えば全身の運動の補助、意思表示のための仕組み、獲物を捕獲することなどである。

### 哺乳類

#### 形態

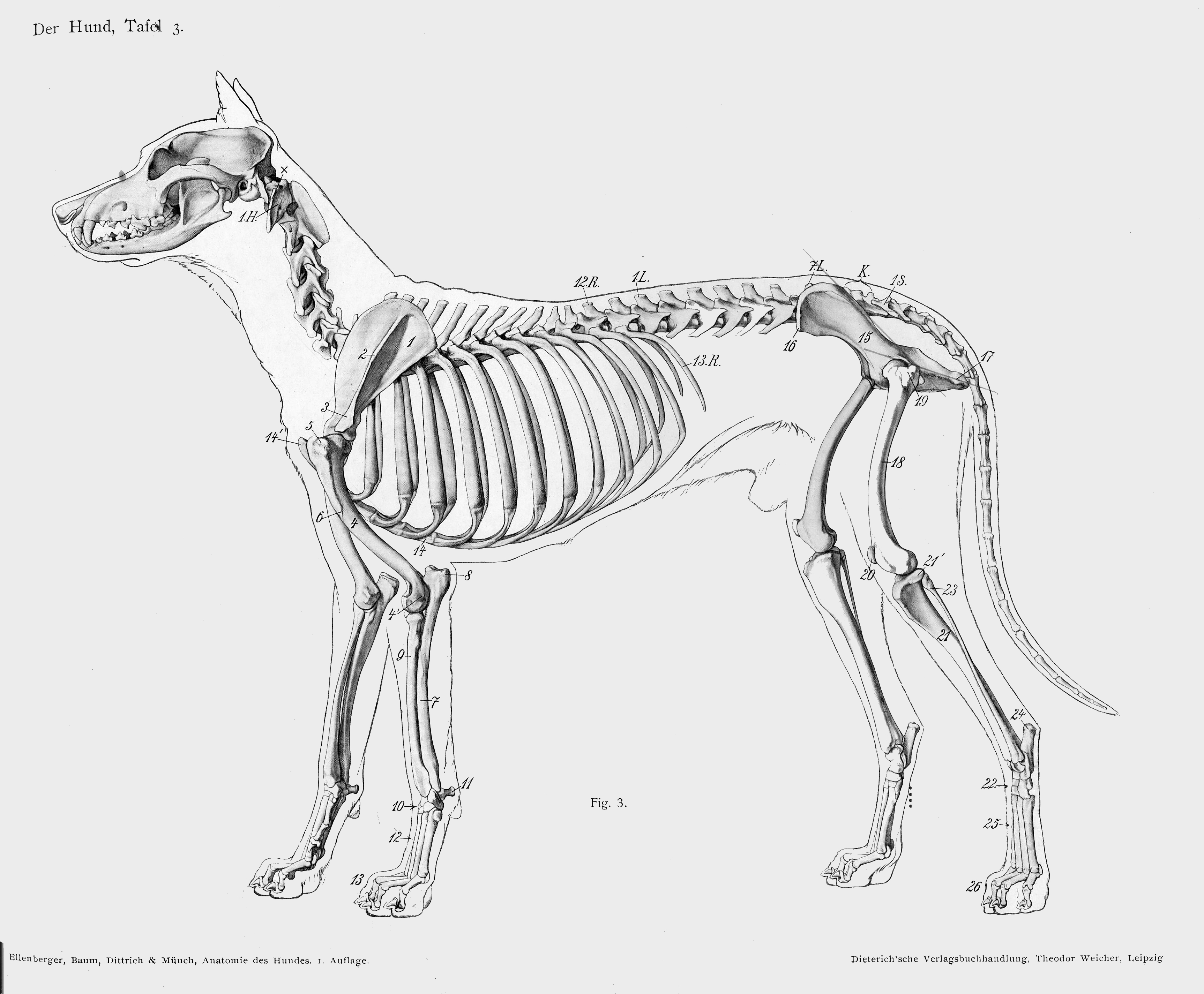
イヌの骨格

哺乳類は、祖先の初期単弓類の進化の途上において、四肢の配置が身体の側面（側方型）から直下（直立型）へと移行した。運動は四肢を中心に行われるようになり、尾の寄与は少なくなった。それにともない、後半身を支える腰帯とその周囲の筋肉も変化している。中殿筋が発達し、身体の推進と体重の支持を同時に担う様になったかわりに、尾を付着部とし脚を後方へと引く後引筋が縮小している。また同時に尾椎も背面の神経棘及び下面の血管棘（下後方へ伸びるV字の骨）も縮小している。このため外観上は尾と胴体の境界ははっきりしている。ただし、カンガルーやアリクイ、アルマジロなど、明確でないグループも存在する。

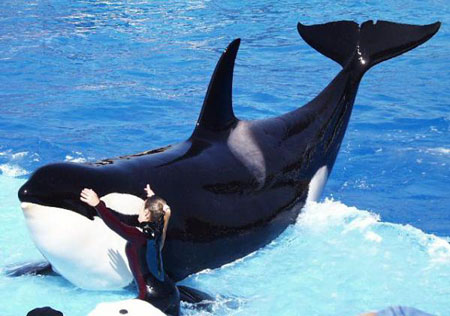
シャチの尾

水中生活に入ったものでは、ひれ状になった例もある。
- 腹背に扁平になった例として、ビーバー、クジラなど。
- 左右に扁平になった例としてはマスクラットなど。

特に水中へと完全に適応したクジラ類やジュゴン目では腰帯が消失し、遊泳する際の推進力を尾が担う。こうした運動様式は祖先の魚類と同じであるが、魚類が尾を左右に打ち振るのに対し、クジラやジュゴンは哺乳類の地上での走行様式を反映した上下運動となるまたこれにともない筋肉に付着部を与える神経棘、血管棘も大きく発達している。
大型の陸棲動物では尻尾は比較的小さくなっており、実用的な意味が少ない。有蹄類などの尾は大抵体に比べて遙かに小さい。

#### 役割
四肢の運動に対する尾の重要度は低下したが、様々な役割を演じさせる独特の尾を持つ例も多々ある。運動に寄与する例では、
- カンガルーの尾は重く長く、跳躍時には上半身の反動を抑えるバランサーとしての役割を果たし、また休息時には体を支える。闘争時には尾のみで体重を支え、四肢を使用し相手に攻撃を加える事もある[6][3]。
- チーターなどの場合、直接の寄与ではないが、比較的太くて長い尾を走る際に振り回してバランスを取る。

樹上生活をするものでは、尾はバランスを取ったり、体を支えたりといった役割を担う例が多い。
- リスの尾には、樹上でバランスを取る役割があり、さらに雨除けの役割もある[7]。また、毛が多く太い尾であり跳躍時に空気を抱える役割もある。
- 尾の先端が巻き付けられるようになっており、これで枝を掴めるものもある。クモザル、キノボリヤマアラシなど。
- シマウマなどの尾の先端には毛が房のようについており、これを振り回すことで虫を追い払う役割がある[7]。

水中生活をするアメリカビーバーなどの尾には舵（かじ）の役割がある。
さらに、感情を表し、個体間の情報伝達のために尻尾が使われる例も多い。
- 犬は、相手に好意や甘える時にしきりに尻尾を振る（怒りや恐怖、その他の表現は、イヌを参照）。
- 猫は、草むらで獲物を目がけての匍匐（ほふく）運動をしながらでも、立てた尻尾をフリフリと左右に振る（表の迷彩色と裏の色が違うことが多い）ことで「私の獲物である。手出しをするな」というメッセージを後方にいる（と思われる）仲間に送っているという説がある（シートン動物記）。
- ワオキツネザルは尾を高く掲げることで仲間同士の目印にしている[7]。
- アメリカビーバーは水面を尾でたたくことで仲間に敵の接近を知らせている[7]。

#### ヒトの場合

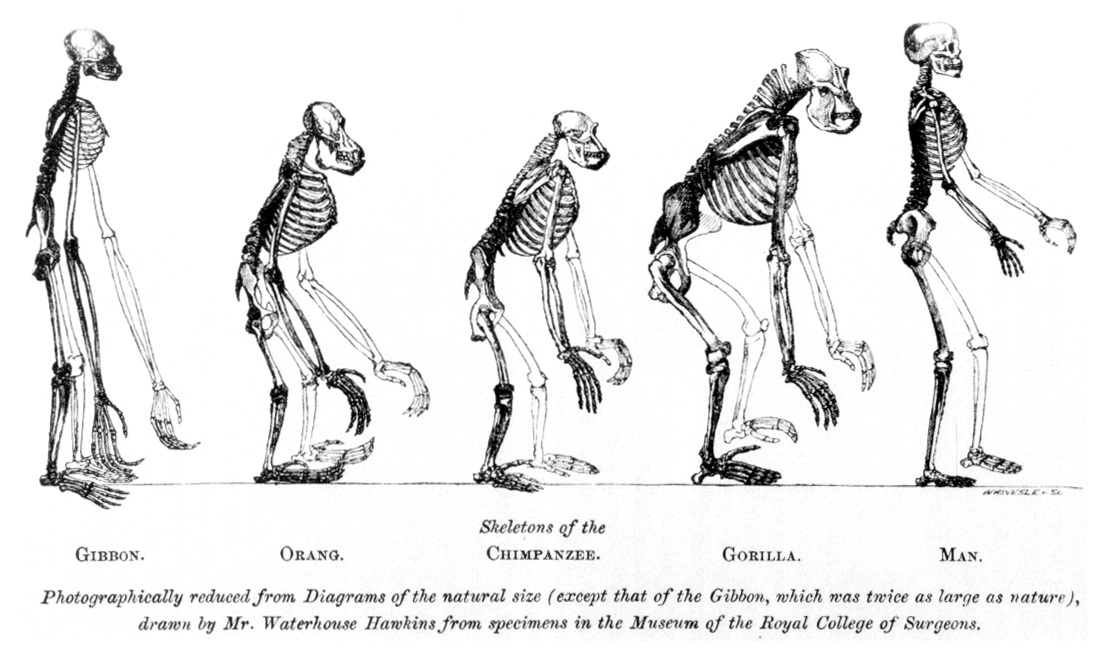
ヒトを含む類人猿のシッポの骨格図

ヒトの胚は全体の1/6ほどの尾をもっていて、胎児へ成長するにつれて体に吸収される。外見上は全く尾がないのだが、骨格としてはそれに当たる部分は存在し、尾骨（尾骶骨）と呼ばれる。
ヒトにおける尾の極端な退化は、直立姿勢を取り、草原で生活することからその利用がなくなったためとする説も存在するが、実際には類人猿はすべて外見上は尾を失っており、樹上性のオランウータンやテナガザルにおいても同様である。
稀に、脊椎なしの血管と筋肉と神経だけの尾を持つ子供が生まれる。これをHUMAN TAILといい、概ねの意味として、腫瘍性病変を除く腰部から肛門縁に見られる突起物と定義されている。
現在では医師がそのような尾を切除することが認められている。ヒトの尾の最長記録は旧フランス領インドシナ在住の12歳の少年の229mm（9インチ）である。

### 鳥類
鳥類の尾骨は通常6前後であるが、末端の骨は「尾端骨」と呼ばれ、胎児段階で4 - 7個の椎骨が癒合している。そのため尾に見える部分の大半は羽毛だけであり、通常は尾羽の部分を含めて尾と呼ぶ。
始祖鳥など最初期のグループは、祖先の恐竜の特徴を引き継いでおり長い尾を持つが、現生群などより派生的なグループでは尾は短縮している。その代わりに短い尾には長い羽毛が並び、外見上の尾はそれなりの長さを維持する。飛行の際にはこれを広げ、あるいはその向きや形を変えることで舵などの効果を上げる。またこれにより始祖鳥などでは腰付近にあった重心はより前方へと移動し、揚力を発生される翼付近に存在する。これは、揚力の中心が重心が近い方が飛翔に有利であるためだと推定されている。

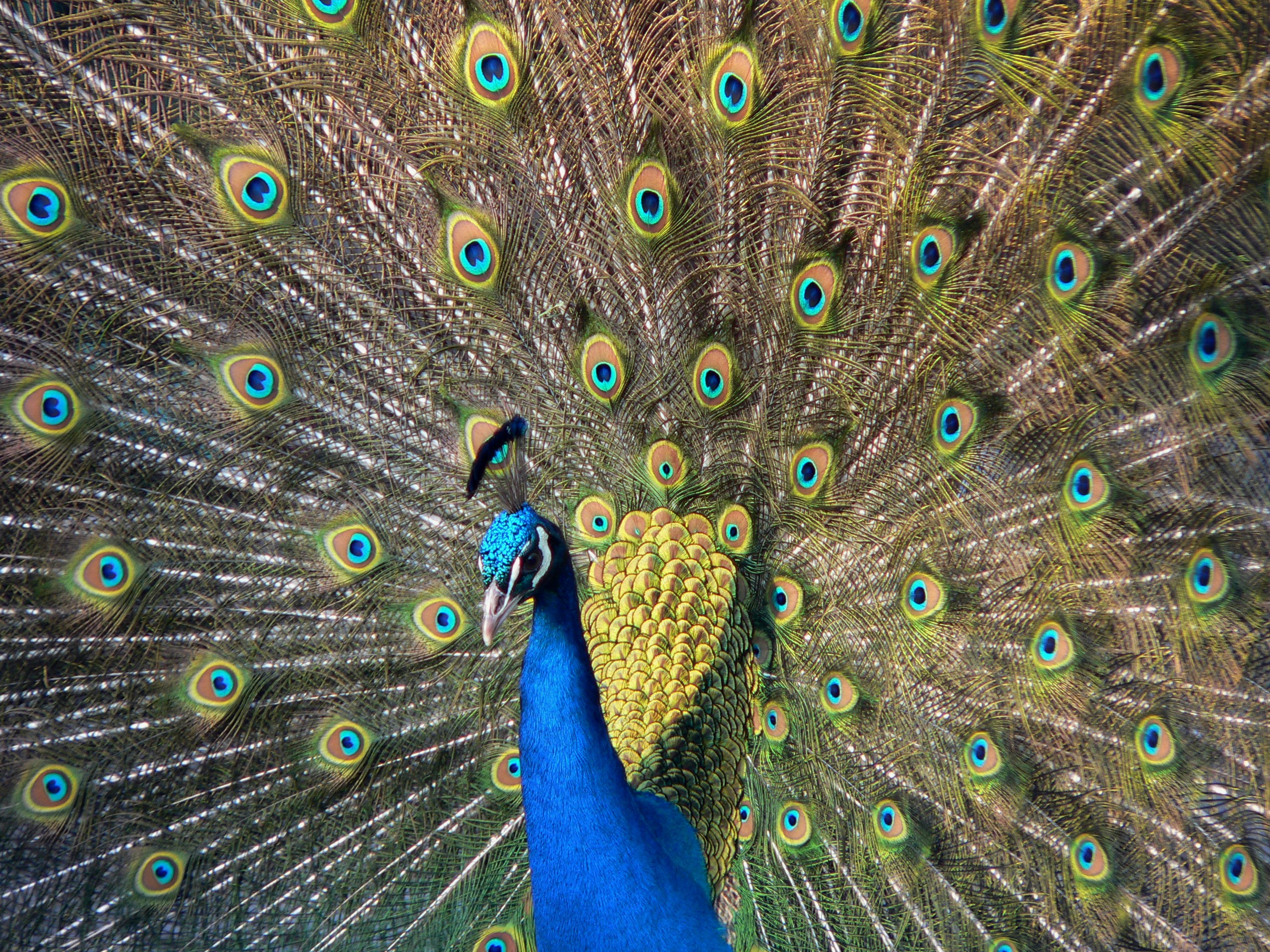
クジャクの尾羽

また、鳥類の性的二形がある場合、尾羽が特によく発達し、大抵は雄であるが、尾羽が性的なディスプレイに使われる例が多い。極端な例がクジャクである。これは、翼の羽毛は飛行に直結するためにその形に制約が大きいのに対して、尾はそれが少なく、多少長いものでもそれを広げなければ飛行の邪魔にはならないことが考えられる。そのために、特に装飾的な尾羽を持つものは人間が装飾用に利用する例も多く、中にはその捕獲圧のために絶滅した例もある。

### 爬虫類
トカゲ類の幾つかのグループの尾は、時として逃走のために自ら切断され（自切）、後に再生する。かれらの尾椎の中間には自切面とよばれる弱い面があり、トカゲが危機を感じ、尾の筋肉を収縮させることでこの部分が破断し、尾を切断する。
地表棲のヤモリなどはラクダの背のコブの様に、尾に脂肪をためているものもあるが、こうした種は自切することで体力が落ち、弱ってしまうことがある。
ワニの尾は力が強く、殴打攻撃の武器として用いられる。

### 魚類
魚類の尾は上記のように肛門の位置以降とすることが出来るが、外見的にはなじみにくいであろう。これは、上記の例とは異なり、肛門の前後が軀幹部と区切れなく続いていることがある。一方、後部までなめらかに伸びておらず、後端でほぼ垂直に断たれたあとに尾ひれが続くものもある。

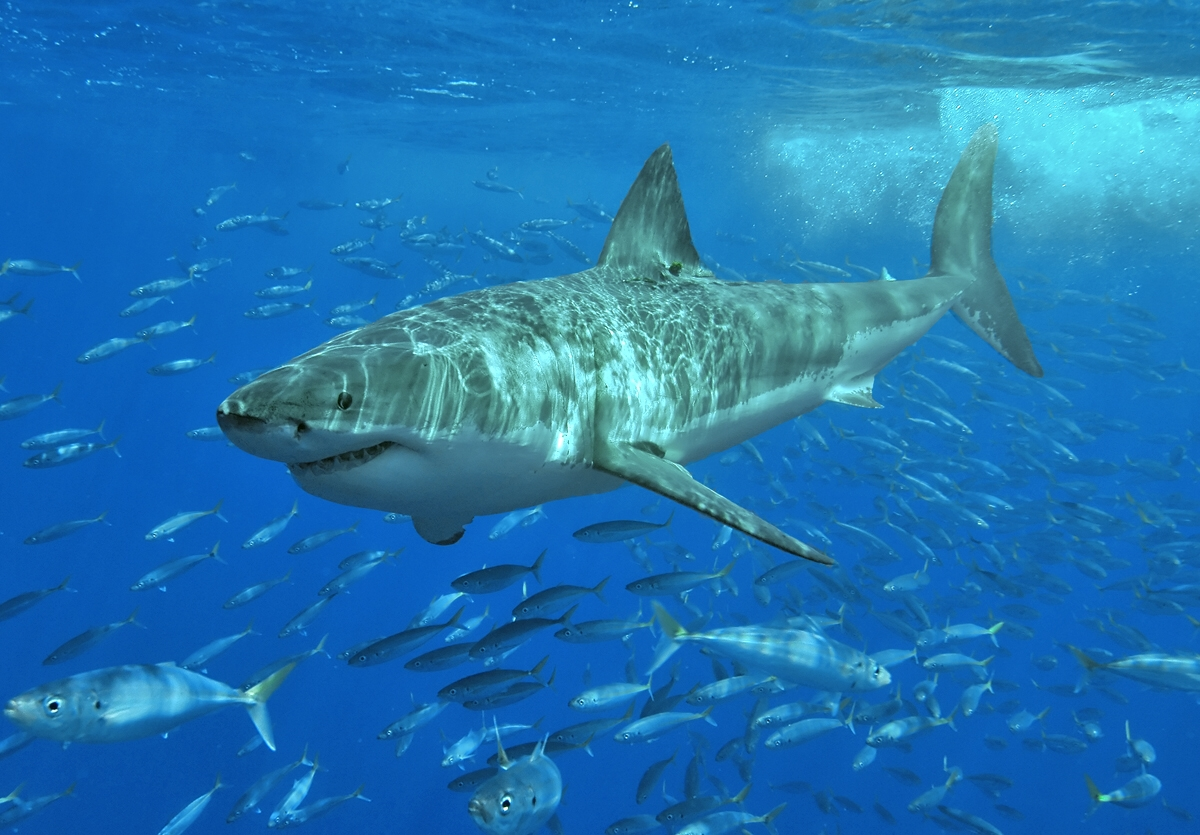
ホホジロザメ

しかし、これは多く目にする硬骨魚類一般に言えることであり、本来の形としてはやはり後方へ長く伸びるものであったと考えられる。たとえば円口類の形はそれで、ほぼまっすぐに伸びた尾の上下にひれが発達している。この形を両尾型といい、他に現在の肺魚類やシーラカンス類もこれに類する形である。軟骨魚類のサメ類でも尾は後方へ長く伸びているが、尾ひれは下側に大きく発達し、尾はそれと対象をなすように上側に曲がる。これは異尾型という。チョウザメ類もこれに近い。それに対して一般の魚類の型を正尾型という。古代魚の一つであるアミアでは見かけ上は正尾型だが骨格は異尾型に近く、このような点からも正尾型は異尾型から導かれたものと考えられる。

## 節足動物の尾
節足動物では、尾節（telson）という体の末端に付属し、尾に相当する部分がある。それ以外にも便宜的に「尾」と呼ばれる構造がいくつかある。例えばエビ・トンボ・サソリなどの細長い腹部は尾と呼ばれることもあるが、これは胴体の一部であり、尾そのものではない。

### 鋏角類

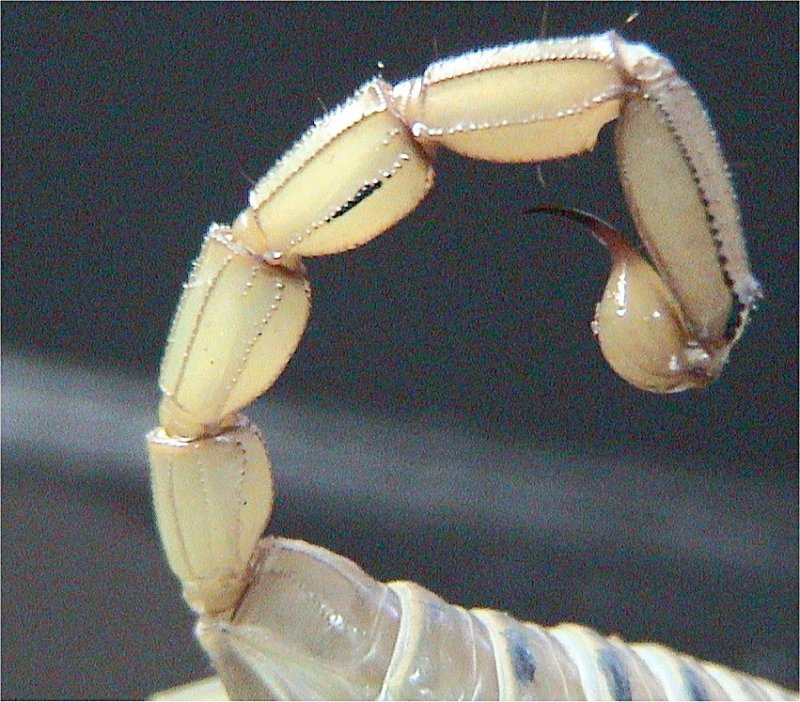
サソリの "尾"（後腹部と尾節）

尾節を持つ鋏角類は少なからずに存在する。カブトガニでは尾節は細長い剣状で「尾剣」ともいい、この類の別名「剣尾類」はこれに由来する。絶滅したウミサソリも多くが似たような尾節をもつが、ダイオウウミサソリ類などはへら状に広がっている。ヤイトムシの尾節は短い突起で、雌雄により形が異なる。サソリモドキとコヨリムシの尾節は細長い数珠状で、「鞭状体」と呼ばれる。一部の鋏角類、例えばサソリの腹部は幅広い前部と幅狭い後部に分かれ、後者は往々にして "尾" と呼ばれる。ただし、これはほとんどが腹部後半部（後腹部）の体節であり、尾節に該当する部分は末端の毒針のみである。

### 昆虫類
昆虫類では尾と呼ばれる部分があるが、尾節ではない。以下のような例がある。
- 鱗翅類（ガとチョウ）の後翅の後端から細長い突起が出るものがあり、これは尾状突起と呼ばれる。オナガアゲハ・ホソオチョウなどの名はこれによる。
- 産卵管が腹部末端から伸びている場合、これを尾という例がある。ウマノオバチなど。
- オナガウジ（ハナアブの幼虫）は体の後端から長い呼吸管が伸びており、これを尾に見立てた名である。

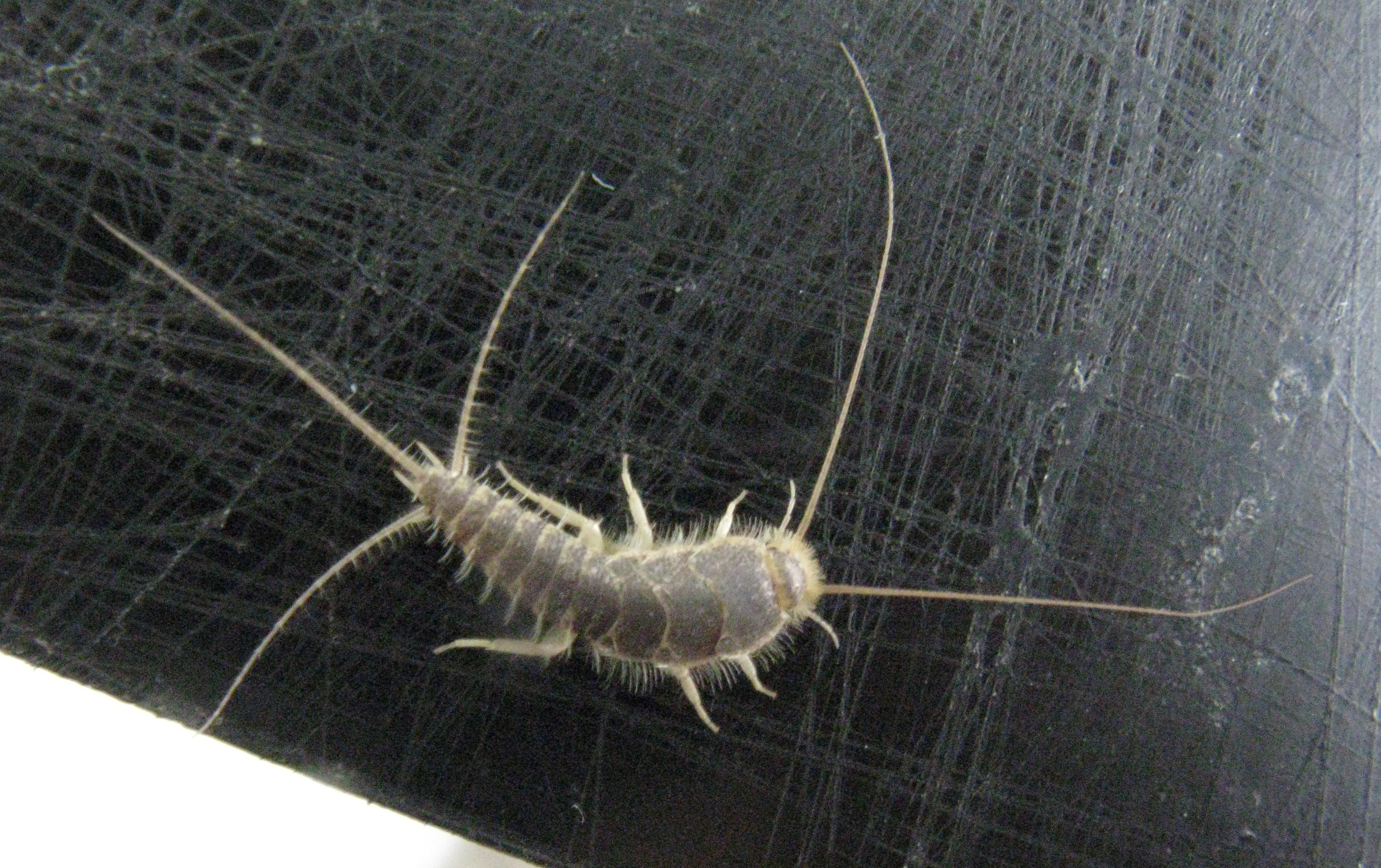
シミ

多くの昆虫、特に比較的原始的な類において、腹部末端の肛門節には一対の尾角と一本の尾糸という構造を持つ。特にシミやイシノミではその三本全部・カゲロウでは三本ないし二本がよく発達しており、時に本体の体長以上に伸びている。

### 甲殻類

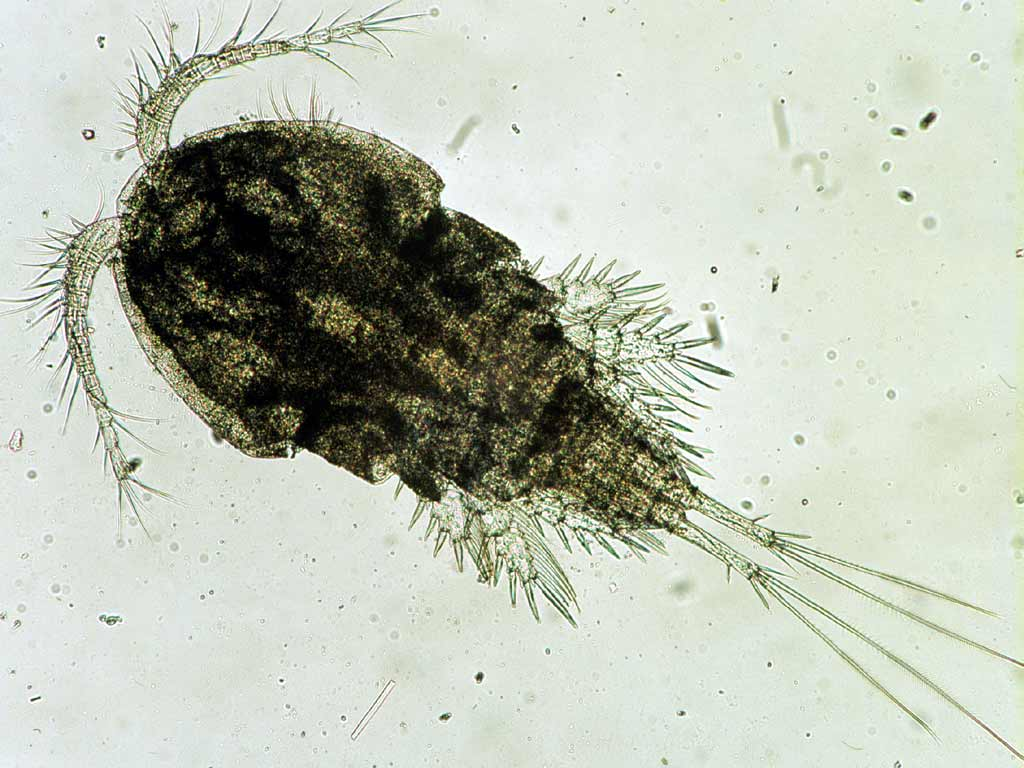
ケンミジンコ

多くの甲殻類は円柱状の尾節（肛門節）に一対の分節した構造体があり、これを尾叉もしくは尾鞭という。これは枝状であったり糸状であったりと様々で、例えばウオジラミでは短い突起、カブトエビでは長い鞭状になっている。

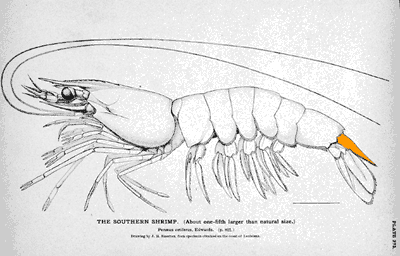
エビの尾節（ハイライト部分）

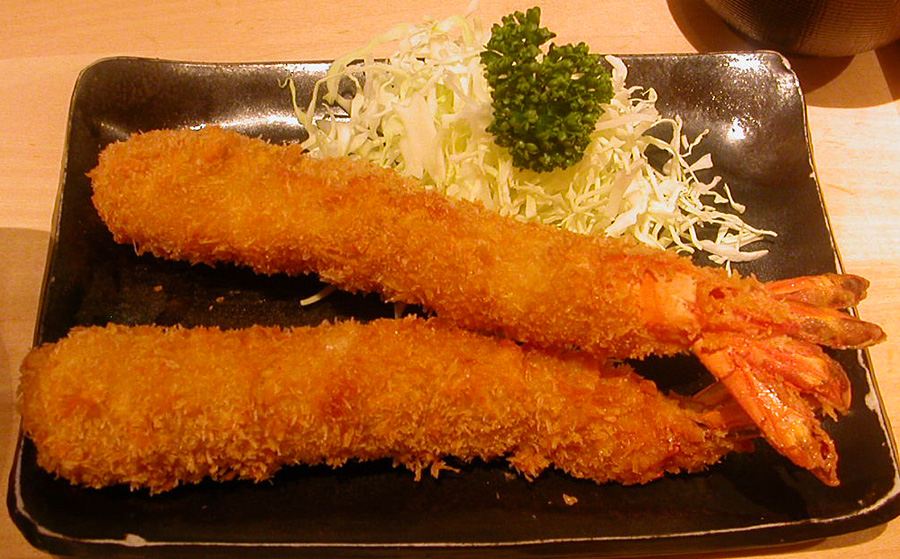
エビフライ
尾扇にも殻と同様、カルシウム、キチン、アスタキサンチンが含まれる

多くの軟甲類では尾節は扁平で尾叉をもたないが、その直前の最終体節から尾肢と呼ばれる附属肢が出る。これらは群によって様々であるがまとまって尾の部分となる。特にそれらが全体に扇子のようになったものを尾扇という。いわゆるエビの天ぷらやエビフライで食べ残す「エビの尻尾」はこの部分にあたる。

### その他の節足動物
上述の群に当てはまらない絶滅群の化石節足動物においても、尾節や尾と呼べれる部分を持つ例がある。例えば光楯類はカブトガニに似た剣状の尾節を有し、ワプティアなどは甲殻類のように1対の突起物を尾節に持つ。アノマロカリスなどの一部のラディオドンタ類とオパビニア類は、末端数対の鰭が尾扇をなしている。三葉虫などでは体の末端数節の体節が甲羅状の合体節に融合し、これは尾部と呼ばれる。

## 人による利用

### 食料
- ウシ - ウシの尻尾は、テールと呼ばれ、多くはスープ等の材料として、利用されている。
- ブタ - ブタの尻尾は、焼き物や煮物に利用される。
- クジラ - 食用にされる尾の身があるが、尾の付け根の部分で尾ではない。

### 道具
- ウマの尾の毛はバイオリン等の弦楽器の弓に張ったり、化粧ブラシなど利用されることが多い。伝統的にはふるいや裏ごし用の網にも用いられた。
- イタチやリスの尾の毛も高級な毛筆やブラシに用いられる。

## 比喩、派生語

### 日本語
尾、あるいは尻尾は本体の後ろにくっついていて、それ自身はさほど重要ではない部分の意味に使われる。他方で、尾を掴むのは多くの動物の捕獲法でもある。本体に確実に結びついており、攻撃を避けやすい背後を押さえるので、捕獲への糸口としては有効になる。
- 単に後部にあるという意味で、日本語を初め、多くの言語では、物事やアイデア等の終わり、最後または、後方を示す。

例文: この行列の尻尾は、何処？
また、転じて「臀部」のことを意味することもある。自動車、鉄道車両などの乗り物の後部にあるライトのことを尾灯と言う。
- 犯罪など隠された物事の小さな証拠などを見つけたときに、「尻尾を捕まえた」、また正体がわずかにばれた時に「尻尾を出した」と表現する。重要な部分の場合は「首根っこを押さえた」「頭を出した」などするのとは対照的である。

例文: 隠れていた共犯者が、尻尾を出した。
- 特に犬の行動から、権力者にへつらう行為を「尻尾をふる」という。また、同じく、恐怖を感じ負けを認めた時などに「尻尾をまく」という。

他に、尾、あるいは尻尾という言葉を含む慣用句・熟語として次のようなものがある。
- トカゲの尻尾切り - トカゲの自切行動から、組織で問題や危機が起きた時に、一部の成員を解雇するなどして、組織全体を守るような場合にも使われる。これは下っ端を切る場合に使われる表現であり、より大胆に保身をする場合は「首をすげ替える」という。
- 虎の尾を踏む（とらのおをふむ） - 危険なことをすることを例えることわざ。
- 尻に火がつく（しりにひがつく）の誤用として、尻尾に火がつく（しっぽにひがつく）と言うことがある。
- 竜頭蛇尾（りゅうとうだび） - 最初は竜の頭の如く威勢がよかったのに、最後に近づくと蛇の尾のように細ってしまう状態をいうのに用いる。虎頭蛇尾（ことうだび）ともいう。
- 首尾一貫（しゅびいっかん） - 方針や態度などが最初から最後までずっと変わらずに続いていることをいう。
- 徹頭徹尾（てっとうてつび） - 首尾一貫に同じ。
- 狗尾続貂（くびぞくちょう） - 犬の尾がテンの毛皮に続くという状態から、下等な者が高い位に就いたことを揶揄するのに用いる。
- 鯛の尾より鰯の頭（たいのおよりいわしのあたま） - 立派な大組織の中で下働きをするよりも、たとえ小さな組織でもトップに立つ方がよいという喩え。
- 話に尾鰭が付く（はなしにおひれがつく） - 噂が広まる途中で、本来なかった部分が付加されることをいう慣用句。

### 外国語（外来語）
- 長い髪を後ろで縛って、下げる。「お下げ」のことを、英語で馬の尻尾をあらわす、ポニーテールという（他言語でも同例あり、例として中国語の「馬尾」など）。

## 文学、ことわざ、マンガ、その他

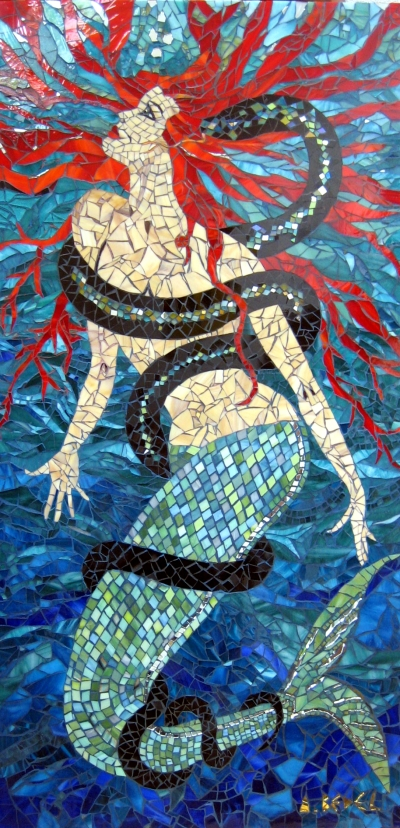
人魚

マンガ、アニメなどでの尻尾については、サブカルチャーにおける尻尾を参照。
- 日本の昔話『尻尾の釣り』は、動物が自分の尻尾で魚釣りを試みた結果災難に遭うという話である。
- 伝説の人魚は、上半身が人間で、下半身は魚の尾である。
- ギリシャ神話・ローマ神話のケルベロスの尾は、ヘビであるが、日本でも源頼政が殺した夜な夜な天皇を苦しめていた鵺（ヌエ）（それは、わざと子に討たれることで、我子が出世することを願う母親の化身とされる）の尾もヘビであった。
- ガブリエル・ガルシア＝マルケスの小説、『百年の孤独』では、 尻尾（豚の尻尾?と表現）がある者が生まれたことがあるとされている。
- クマのプーさんで、仲間のロバのぬいぐるみは、はずれた尻尾を釘（針）で止めている。
- 小泉吉宏のマンガ、『ドッポたち』では、主人公の恐竜の小学生青山ドッポの尻尾を触ると、気持ちが和らぐためよく同級生に触れられる。ドッポは尻尾に触れられると冗談で「力が抜ける」と言ったりすることがある。

## 雑学
- 尾の数え方は、一般には本。
- 尾は、旧尾張国の略として使用される（尾州〔びしゅう〕）。
- 黒板などに描いたロバや豚に目隠しをして、尻尾を針で刺したり、白墨で描く子供の遊びがある。
- 陰茎の俗語で、前の尻尾に喩えることがある。
- 鯛の尾頭付きは、めでたい席などで給される。
- 日本では、大名行列に使用する尾長鳥が有名である。
- 日本猫の尾は、カギのように曲がっていることが特徴の一つである（カギ猫では）。
- 恐竜の仲間には、尻尾が鉄球や棍棒のような形状に発達したものもいた。また、竜脚類等では、長い首のバランスをとるために長い尾を持っていた。
- 狐は、小動物など素早い獲物を追って小回りする時に、尻尾の重量を利用して、コマのように回る勢いを稼ぐといわれる。
- 狩猟家（ハンター）等が、小型の獲物(サルなどの)の尻尾をつかんで運ぶことがあるが、闘牛やロデオ等でも、牛の尻尾をつかんで、突進するのを止めたり、反対に逃げる生き物（ラクダ、トカゲ等）を捕まえる時に、尾をつかむことがある。